# Klasky Csupo
Klasky Csupo, Inc. (рус. Класки Чупо) — анимационная студия, расположенная в Лос-Анджелесе, Калифорния, США.
Основана в 1982 году молодожёнами Арлин Класки и Габором Чупо.
Первым серьёзным проектом для студии стало участие в 1989 году в работе над мультсериалом «Симпсоны», для которого на протяжении трёх сезонов студия создавала «анимационный дом». Также Klasky Csupo делали пилотный проект заставки «Симпсонов» для «шоу Трейси Ульмана».
В 1991 году Klasky Csupo начинает создание анимационного телевизионного сериала «Ох уж эти детки!», ставшего самым продолжительным по трансляции мультсериалом в истории канала Nickelodeon (рекорд продолжительности был побит сериалом «Губка Боб Квадратные Штаны»).
На студии работал один из режиссёров «Пластилиновой вороны», «Крылья, ноги и хвосты», «Следствие ведут Колобки» и костяк анимационной студии «Пилот» Игорь Ковалёв.

## Известные проекты
- Ох уж эти детки!
- Детки подросли
- Как говорит Джинджер
- Дикая семейка Торнберри
- ААА!!! Настоящие монстры
- Ракетная мощь
- Дакмен
- Городок Санто-Бугито
- Эрика достали